# マクリヌス
マルクス・オペッリウス・セウェルス・マクリヌス・アウグストゥス（ラテン語: Marcus Opellius Severus Macrinus Augustus 164年頃 - 218年6月8日）カラカラ帝の暗殺によるセウェルス朝断絶後に即位した。元老院議員の身分を持たずに即位した最初のローマ皇帝である。

## 出生から即位まで
属州マウレタニアの植民市ロル・カエサリア（現アルジェリア、シェルシェル）の騎士階級の一族に生まれ、上流階級としての教育を受けたと伝えられる。成人後は優れた法律家として名を上げ、当時の皇帝であったセプティミウス・セウェルス帝に行政官僚として登用された。セウェルス帝の死後、息子カラカラがその弟ゲタを殺害して皇帝に即位すると、近衛隊長官に抜擢された。マクリヌスはカラカラ帝からの信頼をおおむね得ていたものの、近衛隊長官の常として帝位を狙っているのではないかと噂を流布された。マクリヌスは些細な理由で周囲を弾圧する暴君が自分に矛先を向けるのを恐れていたとされ、この噂がカラカラ帝の耳に入らぬように苦慮したという。実際、カラカラは次第にマクリヌスにも不審を抱いて粛清を検討していた、とカッシウス・ディオは記録している。
216年、カラカラ帝がパルティアへの遠征に踏み切ったとき、マクリヌスも近衛隊長官として従軍した。軍団はエデッサで冬を過ごし翌年の遠征の準備を行った。217年春、気紛れに軍列を離れ、エデッサの南のカルラエ近くの神殿に向かおうとしたカラカラ帝にも彼は付き従ったが、その途上の4月8日、カラカラ帝は路上で近衛兵ユリウス・マルティアリス（Julius Martialis）に刺殺された。マルティアリスは個人的にカラカラ帝に恨みがあり、道端で放尿中の皇帝を後ろから刺し、逃亡しようとしたところを他の兵士に殺害されたという。マクリヌスはカラカラとマルティアリスの遺骸を回収したが、一部の人間はマクリヌスが事件をけしかけたのではないかと噂した。カラカラに実子はなく、セウェルス朝は一時的に断絶した。
4月11日、マクリヌスは帝位請求者に名乗りを上げた。彼は息子ディアドゥメニアヌスに「アントニヌス」の名を自称させ、アントニヌス朝の復古を大義名分に掲げた。
マクリヌス親子はそれまでの皇帝と異なり、元老院議員の経験がなかったにもかかわらず、元老院は帝位を承認した。マクリヌスが優れた法律家として実務面で信頼を得ていたことに加え、元老院に敬意を持って接したためと考えられる。

## 治世
当初は元老院の人事に極力干渉しない考えを見せていたマクリヌス帝であったが、複数の属州総督に関しては入れ替えが必要であると認識した。またバッシアヌス家（セウェルス朝の開祖セプティミウス・セウェルス帝の皇后でカラカラ帝の母ユリア・ドムナの実家で、セウェルス朝の外戚）を始めとする旧セウェルス朝の関係者に関しても寛大な態度で接していたが、セウェルス朝の内政を事実上取り仕切っていたユリア・ドムナが謀反を計画しているとしてアンティオキアに幽閉する決定を下した。不治の病（癌であったと推測されている）を患っていたユリア・ドムナは自ら絶食して死を選んだとされる。このあと、マクリヌス帝は残るバッシアヌス家の一族に対しても彼らの故地であるシリアのエメサに戻るよう命じた。
対外面では、軍事に頼らず外交交渉によって周辺関係を改善する努力をした。ダキア地方の騒乱は捕虜となっていた反乱者たちに恩赦を与えて鎮め、アルメニア王国との戦いは収監されていたアルメニア貴族の子息ティリダテス2世を傀儡君主に据えることで対処した。こうした穏健路線は一定の成果を得ていたが、カラカラが始めたパルティアとの紛争処理については苦境に立たされた。メソポタミアの戦況はローマ側に不利であり、撤兵と引き換えに2億セステルティウスという巨額の賠償金を支払いようやく講和に至った。
マクリウス帝は内政面で辣腕を揮って、こうした苦労を補う善政を見せた。当時のローマ社会はカラカラが目先の軍事予算確保のために行った通貨乱発によるインフレーションに苦しんでいた。これを解決すべく、マクリヌスはデナリウス銀貨の銀含有量を51.5%から58%に増やすことで信用性を回復させた。民衆は新しい皇帝に敬意を抱き、217年にマクリヌスの出身地である属州マウレタニアの都市ヴォルビリスはマクリヌス帝を讃えてポールティコ様式の大神殿（カピトリーネ神殿）を建設した。
しかし軍はパルティア戦争における屈辱的な講和からマクリヌス帝に不満を抱いた。マクリヌス帝がセウェルス朝で膨大化していた軍事費の削減に乗り出すと、反発はより深刻となった。更に帝都で天変地異による災害が起きると、一部の民衆もマクリヌス帝への不満を抱いた。

## 失脚と死
軍の不満を聞きつけて、シリアで機をうかがっていたバッシアヌス家は陰謀を巡らせた。ドムナの姉でカラカラにとっては伯母にあたるユリア・マエサは長女ソエミアス（カラカラにとって従姉）、そしてその子で自身の孫である神官ヘリオガバルスをカラカラ帝の落胤であるとして反乱を起こした。地元シリアで信仰されるエルガバル神の祭司としての立場や豊富な資産も武器として活用され、最終的にマエサの策謀は帝国軍の大規模な反乱へと繋がった。
元老院はマクリヌス帝を支持してヘリオガバルスを僭称帝と弾劾し、反乱を重く見たマクリヌス帝も重い腰を上げて進軍した。両軍はアンティオキアの戦いで激突したが、マクリヌス帝は自派の軍内で大規模な反乱が起きたことで敗北を喫した。彼は伝令兵に扮してイタリア本土へと逃れ、体勢を立て直そうとしたが、道中のカッパドキアで殺害された。息子ディアドゥメニアヌスも別の土地であるアンティオキア近郊で追っ手に捕らえられて殺害され、マクリヌスの血筋は絶えた。同時にマクリヌス父子によるセウェルス朝に代わる王朝建設も失敗に終わった。

## 死後
マクリヌスの死は明らかに軍の不興を買ったためであり、マエサらの反乱はそれに便乗したという側面が強い。このことは、3世紀の危機における軍人皇帝時代の到来を予見させる出来事であった。マクリヌス父子の死で復興したセウェルス朝も20年も経過しない235年にアレクサンデル・セウェルスの死によって完全に断絶し、軍人皇帝時代という約半世紀に渡る未曾有の内憂外患の時代が始まることとなる。次に「王朝」と呼べる勢力が生じるのは、軍人皇帝時代を収束させたディオクレティアヌスが創始したテトラルキア（四帝分治制）が313年に崩壊し、その後の内戦を制して帝国を再統一したコンスタンティヌス大帝による王朝の到来まで待たなければならなかった。

## 引用
1. ↑  In Classical Latin, Macrinus' name would be inscribed as MARCVS OPELLIVS SEVERVS MACRINVS AVGVSTVS.
2. ↑  "Macrinus, by race a Moor, from Caesarea... one of his ears had been bored in accordance with the custom followed by most of the Moors", Cassius Dio, Dio's Rome (bk 79),  Kessinger Publishing, 2004, v.6, p.21
3. ↑  Tulane University "Roman Currency of the Principate"
4. ↑  C. Michael Hogan (2007) Volubilis, The Megalithic Portal, edited by A. Burnham